# Fabiola Zuluaga
Fabiola Zuluaga Amado (Cúcuta, Colombia, 7 de enero de 1979) es una extenista profesional colombiana, considerada por muchos como la mejor tenista que ha tenido su país. Es diestra, su estatura es de 1.71 m, su peso de 65 kg e hizo parte del equipo de Colsanitas.
Sus entrenadores principales fueron Edgar Muñoz (Cúcuta, Colombia) y Ricardo Sánchez (de España) y se inició en este deporte en 1986. Su padre es Arlés Zuluaga (Contador), Amelia Amado (Contadora), y su hermano, Luis Eduardo Zuluaga (Contador). Es bachiller ICFES (1998).
Su más alto ranking fue el puesto 16, en enero de 2005. Durante su vida como profesional jugó 485 partidos, habiendo ganado 297 y perdido 188. De los de la Copa Federación jugó 58, de los cuales ganó 42.
En su carrera venció a jugadoras de la talla de Jelena Jankovic, Mary Pierce, Samantha Stosur, Jennifer Capriati, Elena Dementieva,  Nadia Petrova, entre varias otras jugadoras Top Ten.
En el año 2020 fue reconocida por la Asociación Mundial de Atletas Olímpicos (WOA), adscrita al COI, como atleta destacada por Colombia en sus participaciones en los certámenes de Sídney 2000 y Atenas 2004, otorgándole el título post-nominal OLY que la identifica como promotora mundial de los Valores Olímpicos.
Como entrenadora nacional
Fabiola Zuluaga se retira en el año 2005 y para 2014 afirmaba en diario El Espectador que no tenía la paciencia para ser entrenadora , sin embargo su regreso al tenis se dio a sus 40 años al convertirse en la décima capitana del Equipo 
El primer desafío de Fabiola Zuluaga como entrenadora en la Billie Jean King Cup fue en febrero de 2020 cuando Colombia afrontó el Grupo I de la Zona Americana en Santiago de Chile donde no logró obtener ninguno de los dos cupos a los play-offs de esta competencia. Para 2021 el equipo continuó sin poder acceder a los play-offs y en 2022 Colombia estuvo a un paso de descender y luchó por la permanencia en el Grupo I de la Zona Americana al jugar el “Americas I Relegation Play-Off” frente a Paraguay salvándose del descenso. (enlace roto disponible en Internet Archive; véase el historial, la primera versión y la última).
En 2023 y gracias a la ausencia de México y Brasil, Colombia logró clasificar en Cúcuta-Colombia a los play-offs de la Billie Jean King Cup  contra el equipo japonés más flojo de los últimos 10 años considerando la ausencia de Naomi Osaka. 
La cita trascendental con la historia fue desaprovechada de manera inexplicable y la gran posibilidad de lograr el cupo al Grupo Mundial se esfumó tras las continuas equivocaciones de Fabiola Zuluaga que hicieron que la prensa nacional custionara su idoneidad como capitana femenina por las siguientes razones:
1. La constante ausencia inesperada de las grandes referentes del tenis nacionales convocadas  en las convocatorias de Fabiola Zuluaga quienes anunciaron su ausencia por prensa o redes sociales días antes de las competiciones ante el desconcierto de la Federación Colombiana de Tenis. Se vio con Camila Osorio para las confrontaciones en Salinas y Cúcuta y con Emiliana Arango para la confrontación en Tokio ; las explicaciones de las jugadoras para su ausencia fueron siempre condiciones de salud que no lograron ser acreditadas, y donde de fondo hubo desencuentros de tipo económico y personal entre las jugadoras, la Federación y la entrenadora. 
2. El planteamiento técnico de Fabiola Zuluaga como entrenadora fue muy cuestionable. En la serie que desarrolló en la ciudad de Cúcuta puso a jugar a la debutante Yuliana Monroy en la serie contra Argentina en vez de otras jugadoras de más experiencia y jerarquía lo que le costó perder el primer lugar. No se dio nunca explicación de la ausencia de Emiliana Arango en esa confrontación y la decisión de poner a la debutante causó una fractura del equipo que se hizo evidente en la cancha.
3. En la confrontación contra Japón hubo un cambio inesperado de nóminas y seleccionó para jugar en el primer día de sencillos a la tenista Yuliana Lizarazo quien en 2023 solo jugó 5 partidos en cancha dura, perdiendo todos los de nivel WTA y solo venciendo a nivel ITF a la eslovaca Noemi Babikova de 19 años (1224 WTA) y a la francesa Milena Ciocan de 15 años sin ránking WTA  por encima de la tenista María Herazo quien en 2023 había jugado 15 partidos en superficie dura incluyendo el WTA 1000 de Guadalajara, WTA 500 de San Diego, WTA 125 de Barranquilla y logrando victorias ante jugadoras TOP-100.
4. En la confrontación contra Japón hubo un cambio inesperado de nómina para el dobles y eligió para la confrontación a la peor posicionada en el ránking WTA de las convocadas y dejando en banca a jugadoras que obtuvieron títulos a nivel profesional en la temporada, desconociendo el trabajo realizado por María Paulina Pérez quien logró el título del WTA 250 de México en Cancha dura y el subcampeonato de los Juegos Panamericanos de 2023 en la modalidad de dobles.

## Logros
Fue campeona de 14 torneos profesionales: 5 títulos WTA Tour y 9 Títulos ITF Women Circuit. Semifinalista de un torneo de Grand Slam: A los 13 años fue Campeona de los 10 torneos de la Gira Suramericana de la COSAT GIRA COSAT Sub-14 años (número n.º 1 de Suramérica SUB-14 años)
Finalista 1 WTA Tour: Abierto de Madrid 2000.
Semifinalista 4 WTA Tour:
- Abierto de Australia 2004
- Abierto de Roma 2000
- Copa Colsanitas-Seguros Bolívar Bogotá 2005
- Abierto de Madrid 2002

Participaciones en Juegos Olímpicos: 2 (Sídney 2000 y Atenas 2004). Ha sido la única tenista colombiana que, por derecho propio y gracias a su ranking, ha conseguido cupo en el torneo de individuales de unas justas olímpicas.
Mejores actuaciones en la modalidad de dobles: Finalist 1 WTA Tour: Abierto de Quebec 2002 (con María Emilia Salerni, de Argentina). Semifinalist (3): Abierto de Varsovia 2004 (con Eleni Daniilidou); Copa Colsanitas-Seguros Bolívar 2003 - Bogotá (con Paola Suárez); 1998 Copa Colsanitas Bogotá (con Mariana Mesa).
Copa Federación: Encabezó la selección de Colombia de Fed Cup desde 1995 hasta 2003 (8 años) y conformó el equipo que le permitió a Colombia ascender al Grupo Mundial en el año 2003. Es la jugadora que más partidos de Fed Cup ha jugado en la historia del tenis colombiano.
Cronología
- Campeona Nacional desde 1989 hasta 1994.
- Campeona de los 10 Torneos Internacionales Sub-14 años de la Gira Suramericana en 1993 en sencillos y campeona en dobles Categoría 14 años.
- Campeona Suramericana 14 años en 1993.
- Medalla de Bronce en el Campeonato Mundial Categoría 14 años en Japón 1993.
- Subcampeona Satélite Colsanitas de 1993.
- Cuartos de final en Orange Bowl Sub-14 años 1994.
- Campeona Satélite Profesional de Cali 1994.
- Campeona del Abierto Colsanitas de 50 000 dólares de Bogotá en 1996.
- Campeona Abierto Profesional de Bytom, Polonia en 1996.
- Subcampeona con Selección Colombia del Grupo 1 Zona Americana de Copa Federación en 1995, 1996 y 1997.
- Cuartos de final en Abierto de Budapest 1996, cuartos de final en Abierto de 25 000 dólares en Cali 1996, cuartos de final en Abierto de Valladolid 1996.
- Última ronda del Clasificatorio del Roland Garros en 1997.
- Cuartos de final en Abierto de Budapest en 1997.
- Semifinalista Abierto de Hungría en 1997.
- Clasificó al cuadro principal del Abierto de Palermo en 1997.
- Campeona Copa Finesse Profesional de 25 000 dólares de Santa Fe de Bogotá 1997 US$25 000.
- Campeona Abierto Profesional de Orbetello (Italia) 1998.
- Subcampeona Abierto Profesional de Socchi (Rusia) 1998.
- Cuatro triunfos consecutivos en US Open 1998 (Superó el cuadro clasificatorio y avanzó hasta segunda ronda del cuadro principal en donde cayó por 6-4 y 6-2 ante Arantxa Sánchez (4 WTA)).
- Campeona Copa Subaru Profesional en Santa Fe de Bogotá, diciembre de 1998.
- Campeona Copa Perky´s Pizza Profesional de Cali, diciembre de 1998 US$25 000.
- Campeona Copa Colsanitas WTA Tour 1999.
- Tercera ronda del Lipton de Miami 1999 (le ganó en segunda ronda a Iva Majoli -32 WTA).
- Cuarta ronda (Cuartos de final) en el Abierto de Amelia Island 1999.
- Tercera ronda de Roland Garros 1999 (cayó en tercera ronda ante la número 2 del mundo, la estadounidense Lindsay Davenport).
- Segunda ronda del US Open 1999.
- Campeona Brasil Ladies Open WTA Tour 1999.
- Campeona Copa Perkys Pizza Profesional de Cali 1999 (US$25 000).

## Títulos profesionales
- Campeona Satélite Profesional de Cali 1994.
- Campeona de la Copa Colsanitas de 50 000 dólares de Bogotá en 1996.
- Campeona Abierto Profesional de Bytom, Polonia, en 1996, torneo de 50 000 dólares.
- Campeona Copa Finesse Profesional de 25 000 dólares de Santa Fe de Bogotá 1997.
- Campeona Abierto Profesional de Orbetello (Italia) de 25 mil dólares 1998.
- Campeona Copa Subaru Profesional de Bogotá, diciembre de 1998 US$25 000.
- Campeona Copa Perky´s Pizza Profesional de Cali, diciembre de 1998 US$25 000.
- Campeona Copa Colsanitas WTA Tour 1999.
- Campeona Brasil Ladies Open WTA Tour 1999.
- Campeona Copa Perkys Pizza Profesional de Cali 1999 (US$25 000).
- Campeona Abierto Profesional de Hallandale (EU) 2001 – US$25 000.
- Campeona Copa Colsanitas WTA Tour de Bogotá, Colombia 2002.
- Campeona Copa Colsanitas WTA Tour de Bogotá, Colombia 2003.
- Campeona Copa Colsanitas-Seguros Bolívar WTA Tour, Bogotá, Colombia 2004.

## Actuaciones

### Actuaciones 2005
- Cuartos de final WTA Tour de Sídney, Australia (Tier 1)
- Semifinales Copa Colsanitas-Seguros Bolívar WTA Tour (Tier 3)
- Cuarta ronda Indian Wells (Tier 1)
- Tercera ronda Ericsson Open de Miami (Tier 1)

### Actuaciones 2004
- Cuartos de final Abierto WTA Tour de Hobart (Tier 3)
- Semifinales Abierto de Australia (Grand Slam) (Primera vez que un tenista colombiano llega a la semifinal de un torneo de Grand Slam)
- Campeona Copa Colsanitas - Seguros Bolívar WTA Tour (Tier 3)
- Cuartos de final (5ª. Ronda) Abierto de Indian Wells (Tier 1)
- Segunda ronda Abierto de Miami (Tier 1)
- Cuartos de final Abierto de Alemania (Tier 1)
- Cuarta ronda Roland Garros (Grand Slam)
- Tercera ronda de Juegos Olímpicos, Atenas 2004
- Tercera ronda US Open, Nueva York 2004

### Actuaciones 2003
- Campeona Copa Colsanitas WTA Tour de Bogotá, Colombia
- Cuartos de final Abierto WTA Tour de Polonia, desde la ronda clasificatoria (Tier 1)
- Cuartos de final Abierto WTA Tour de Canadá (Tier 1)
- Tercera ronda Abierto WTA Tour de Alemania, desde la ronda clasificatoria (Tier 1)
- Tercera ronda Roland Garros (Grand Slam)
- Tercera ronda US Open (Grand Slam)
- Segunda ronda Wimbledon (Grand Slam)
- Segunda ronda Abierto WTA Tour de Roma, desde la ronda clasificatoria (Tier 1)
- Segunda ronda Abierto WTA Tour de España
- Segunda ronda Abierto WTA Tour de Los Ángeles (Tier 1)
- Superó la ronda clasificatoria del Abierto WTA Tour de Leipzig (Tier 1)
- Llegó hasta la final del cuadro clasificatorio de Abierto WTA Tour de Moscú (Tier 1)

### Actuaciones 2002
- Campeona Copa Colsanitas Sanex WTA Tour de Bogotá, Colombia.
- Con la selección de Colombia-Colsanitas ganaron el Grupo 1 de la Zona Americana de la Fed Cup y posteriormente el ascenso al Grupo Mundial.
- Semifinalista Abierto WTA Tour de Madrid, España
- Cuartos de final Abierto WTA Tour de Montreal, Canadá
- Segunda ronda de US Open, tras superar el Cuadro Clasificatorio

### Actuaciones 2001
(Ausencia del circuito de enero a octubre por operación de hombro derecho)
- Campeona Abierto Profesional de Hallandale (EU) 2001 – US$25 000
- Subcampeona Abierto Profesional de Ciudad de México 2001 – US$25 000

### Actuaciones 2000
- Abierto de Hobart: Primera ronda
- Abierto de Australia: Segunda ronda. Venció a la 22 del mundo, la francesa Nathalie Dechy
- Copa Colsanitas Bogotá: Segunda ronda
- Brasil Ladies Open: Segunda ronda
- Indian Wells: Por lesión debió abstenerse de jugar en la primera ronda
- Ericsson Open: Segunda ronda (perdió ante la 13 del mundo, Julie Halard Decugis)
- Abierto de Italia: Semifinalista (venció a la 22, a la 13 y a la 6 del mundo)
- Abierto de Madrid: Finalista
- Roland Garros: Tercera ronda (venció en primera ronda a Jeniffer Capriatti, 16 del mundo)
- Tercera ronda Juegos Olímpicos

## Títulos WTA

### Individuales (5-1)
| Leyenda                                      |
| Grand Slam (0-0)                             |
| WTA Tour Championship (0-0)                  |
| Tournament of Champions (0-0)                |
| Tier I / Premier Mandatory & Premier 5 (0-0) |
| Tier II / Premier (0-0)                      |
| Tier III, IV & V / International (5-1)       |

| Títulos por superficie |
| Dura (0-0)             |
| Hierba (0-0)           |
| Tierra batida (5-1)    |

| N.º | Fecha                 | Torneo    | Superficie    | Oponente en la final          | Resultado      |
| --- | --------------------- | --------- | ------------- | ----------------------------- | -------------- |
| 1.  | 4 de octubre de 1999  | Sao Paulo | Tierra batida | Patricia Wartusch             | 7-5, 4-6 y 7-5 |
| 2.  | 15 de febrero de 1999 | Bogotá    | Tierra batida | Christina Papadaki            | 6-1, 6-3       |
| 3.  | 3 de mayo de 2000     | España    | Tierra batida | Gala León García              | 4-6, 6-2, 6-2  |
| 4.  | 18 de febrero de 2002 | Bogotá    | Tierra batida | Katarina Srebotnik            | 6-1, 6-4       |
| 5.  | 17 de febrero de 2003 | Bogotá    | Tierra batida | Anabel Medina                 | 6-3, 6-2       |
| 6.  | 23 de febrero de 2004 | Bogotá    | Tierra batida | María Antonia Sánchez Lorenzo | 3-6, 6-4, 6-2  |

### Dobles (0-1)
| Leyenda               |
| Grand Slam (0)        |
| WTA Championships (0) |
| International (0-1)   |

| N.º | Fecha                    | Torneo | Superficie | Pareja               | Oponentes en la final         | Resultado     |
| --- | ------------------------ | ------ | ---------- | -------------------- | ----------------------------- | ------------- |
| 1.  | 22 de septiembre de 2002 | Quebec | Dura       | María Emilia Salerni | Samantha Reeves Jessica Steck | 4-6, 6-3, 7-5 |

#### Clasificación en torneos del Grand Slam
| Torneo                    | 2005 | 2004 | 2003 | 2002 | 2001 | 2000 | 1999 | 1998 |
| ------------------------- | ---- | ---- | ---- | ---- | ---- | ---- | ---- | ---- |
| Abierto de Australia      | 2R   | SF   | 1R   | A    | A    | 2R   | A    | A    |
| Roland Garros             | 2R   | 4R   | 3R   | 1R   | A    | 3R   | 3R   | A    |
| Wimbledon                 | A    | 1R   | 2R   | A    | A    | A    | 1R   | A    |
| Abierto de Estados Unidos | 2R   | 3R   | 3R   | 2R   | A    | A    | 2R   | 2R   |

Su ranking WTA por cada año en el profesionalismo:
2005-16; 2004-23; 2003-38; 2002-74; 2001-277; 2000-42; 1999-48; 1998-95; 1997-208; 1996-124; 1995-292; 1994-398